# پل بابا امان
پل بابا امان مربوط به دوره قاجار - دوره پهلوی است و در شهرستان بجنورد، بخش مرکزی، دهستان بابا امان، روبروی بوستان تفریحی، تاریخی بابا امان واقع شده و این اثر در تاریخ ۱۸ شهریور ۱۳۸۷ با شمارهٔ ثبت ۲۳۱۹۰ به‌عنوان یکی از آثار ملی ایران به ثبت رسیده است.